# Greenville (Illinois)
Greenville es una ciudad ubicada en el condado de Bond en el estado estadounidense de Illinois. En el Censo de 2010 tenía una población de 7000 habitantes y una densidad poblacional de 436,77 personas por km².

## Geografía
Greenville se encuentra ubicada en las coordenadas 38°53′12″N 89°23′22″O / 38.88667, -89.38944. Según la Oficina del Censo de los Estados Unidos, Greenville tiene una superficie total de 16.03 km², de la cual 16.03 km² corresponden a tierra firme y 0 km² (0 %) es agua.

## Demografía
Según el censo de 2010, había 7000 personas residiendo en Greenville. La densidad de población era de 436,77 hab./km². De los 7000 habitantes, Greenville estaba compuesto por el 81.33 % blancos, el 13.01 % eran afroamericanos, el 0.87 % eran amerindios, el 0.7 % eran asiáticos, el 0.03 % eran isleños del Pacífico, el 0.57 % eran de otras razas y el 3.49 % pertenecían a dos o más razas. Del total de la población el 6.31 % eran hispanos o latinos de cualquier raza.